# Metis-M
Il Metis-M (GRAU 9K115-2. Nome in codice NATO: AT-13 Saxhorn-2) è un missile anticarro russo. Si tratta della versione migliorata e potenziata del 9K115 Metis (AT-7 Saxhorn), con gittata di 1,5 km e testata da 130mm che lo rende molto più potente. In produzione dagli anni '90, quindi post-sovietico.

## Sviluppo
Questa versione potenziata dal Metys è stata realizzato per la fanteria allo scopo di potersi difendere dall'attacco dei carri armati di nuova generazione che impiegano corazze reattive.

## Tecnica
Il lanciamissili impiega due tipologie di ordigni da 155 mm. Uno a punta cava, impiegato contro i mezzi corazzati, e uno con una testata esplosiva carica di liquido infiammabile, utilizzata per sopprimere piccole postazioni armate e veicoli da combattimento leggeri.
Come organo di mira, è possibile utilizzare un mirino dotato di visore termico.
Il missile, prima di essere espulso dal tubo di lancio, aumenta la potenza del proprio sistema di propulsione prima di attivarlo. Per evitare di essere colpiti dalla fiammata conseguente, è necessario lasciare 2 metri di spazio libero dietro il tubo di lancio.
È possibile impiegare il lanciarazzi in posizione sdraiata o in piedi, oltre a poterlo montare su di un supporto per l'impiego nelle trincee.